# Iduronsäure
Iduronsäure (kurz: IdoA) ist eine chemische Verbindung aus der Gruppe der Uronsäuren, genauer die Uronsäure der Idose. Das Anion wird als Iduronat bezeichnet.

## Isomere
Von Iduronsäure existieren zwei stereoisomere Formen, die natürlich vorkommende L-Iduronsäure und die praktisch bedeutungslose D-Iduronsäure.

## Eigenschaften
L-Iduronsäure ist ein Bestandteil von Glykosaminoglykanen, zum Beispiel des Chondroitinsulfates B und des Heparins. Sie ist ein Stereoisomeres der Glucuronsäure und entsteht durch Epimerisierung von D-Glucuronsäure an der Carboxygruppe.
Disulfatierte Iduronsäure hemmt die Verständigung von T-Lymphozyten, indem es die Bindung von Heparansulfat an den Chemokin CCL20 kompetitiv hemmt. Dies macht die Substanz für eine Entwicklung zur Behandlung der mit Asthma einhergehenden Entzündung der Bronchialschleimhaut interessant.